# Кривошеев, Владимир Иванович
Владимир Иванович Кривошеев (9 декабря 1912, город Карловка, теперь Карловского района Полтавской области — 26 апреля 1979, город Киев) — украинский советский деятель, председатель Украинского объединения Совета Министров СССР «Укрсельхозтехника», заместитель председателя Госплана УССР. Депутат Верховного Совета УССР 7-го созыва. Член Ревизионной Комиссии КПУ в 1961 — 1966 г. Кандидат в члены ЦК КПУ в 1966 — 1979 г.

## Биография
Трудовую деятельность начал в 1930 году.
Образование высшее. В 1935 году окончил сельскохозяйственный институт.
В 1935 — 1940 г. — агроном
 машинно-тракторной станции Харьковской области, агроном и заведующий районного земельного отдела в Казахской ССР, агроном совхоза, старший агроном и начальник управления Полтавского областного земельного отдела. С 1940 г. — начальник производственного управления Наркомата земледелия Украинской ССР.
Член ВКП(б) с 1942 года.
После возвращения из эвакуации — заместитель народного комиссара земледелия Украинской ССР.
В феврале 1947 — марте 1961 г. — заместитель министра сельского хозяйства Украинской ССР, директор Выставки передового опыта в народном хозяйстве УССР.
3 марта 1961 — 27 марта 1963 года и 27 октября 1964 — 4 февраля 1970 г. — председатель Украинского объединения Совета Министров СССР «Укрсельхозтехника».
В феврале 1970 — апреле 1979 г. — заместитель председателя Госплана УССР.
Скончался 26 апреля 1979 года, похоронен на Байковом кладбище Киева (участок № 11).

## Награды
- орден Ленина
- пять орденов Трудового Красного Знамени
- орден Октябрьской Революции
- ордена
- медали